# Gabriel de Yermo
Gabriel Joaquín de Yermo y de la Barcena (10 de septiembre de 1757 -7 de septiembre de 1813) fue un terrateniente, comerciante, miembro del consulado de comerciantes de México y capitán de batallón de Voluntarios de Fernando VII de la Nueva España de origen español, que se convirtió en líder del movimiento antiindependentista y del Golpe de Estado que derrocó al virrey José de Iturrigaray en 1808.

## Su vida antes del golpe
Gabriel de Yermo nació el 10 de septiembre de 1757 en Sodupe, provincia de Vizcaya, España. Después de su llegada a la Nueva España contrajo matrimonio con su prima María Josefa de Yermo, hija de su tío Juan Antonio de Yermo y Larrazával. Su esposa heredaría las haciendas de Temixco y San Gabriel, dos plantaciones azucareras pertenecientes al Marquesado del Valle de Oaxaca y localizadas en el Valle de Cuernavaca, en el actual estado de Morelos.
Los Yermo celebraron en 1790 el nacimiento de su primer hijo, José María, liberando a sus más de 400 esclavos negros y mulatos. Al adquirir en 1797 la hacienda de Jalmolonga, que pertenecía a los jesuitas, hizo lo mismo con los esclavos que trabajaban allí. En 1808 para celebrar el cumpleaños de su esposa, liberó 200 esclavos más pertenecientes a la Hacienda de Temixco. Este fue uno de los motivos por los que los antiguos esclavos no contribuyeron al movimiento de independencia y se mantuvieron en cambio del lado realista, ayudando al principio a derrocar al virrey Iturrigaray en 1808 y continuando leales a la Corona española en la década de 1820, después de que muchos militares y funcionarios públicos españoles habían cambiado su lealtad hacia el México independiente.
Son notables las mejoras en materia agrícola que realizó en sus haciendas, como obras de riego y canales de gran envergadura que sirvieron para volver productivos terrenos incultivables, además de introducir en sus tierras el cultivo del trigo y del añil.

## Descendencia
Gabriel de Yermo y su esposa María Josefa Yermo Díez de Sollano procrearon 14 hijos, José María, nacido en 1790; Juan Francisco, bautizado en 1791; Gabriel José, nacido en 1794; María Guadalupe, nacida en 1796; María Teresa, nacida en 1798; María Ignacia, bautizada en 1800; Mariano, nacido en 1802; Joaquín María, nacido en 1803; María Dolores, bautizada en 1806; María Manuela, nacida en 1808; Francisco Javier, bautizado en 1809; María de Jesús, bautizada en 1810; María Teresa, nacida en 1812 y Rafael, nacido en 1813.

## Las abdicaciones de Bayona y el descontento en la Nueva España
La expansión napoleónica y la ocupación de España por tropas francesas, causaron que el rey Carlos IV abdicara en favor de su hijo el 19 de marzo de 1808, que asumió el trono como Fernando VII. Receloso de no poder manipularlo, Napoleón se negó a reconocerlo y lo invitó a reunirse con él en Bayona. El 6 de mayo Fernando fue forzado a restituir la corona a su padre, quien la cedió a Napoleón y este designó a su hermano José Bonaparte como rey de España el 4 de junio. Posteriormente Fernando fue hecho prisionero y sería mantenido en cautiverio durante seis años.
La noticia de las abdicaciones fue recibida en México el 14 de julio de 1808. Se produjo inmediato descontento entre los criollos y el 19 de julio de 1808, los miembros del Ayuntamiento de la Ciudad de México, Juan Francisco Azcárate y Lezama y Francisco Primo de Verdad y Ramos, presentaron un plan para formar una junta provisional autónoma, así como el desconocimiento de las juntas peninsulares, de las cuales se sabía en México desde el 29 de julio. La propuesta desató una apasionada oposición de los oidores y fiscales, y del inquisidor Bernardo Prado y Ovejero, pero estuvieron de acuerdo en que Iturrigaray continuara gobernando como representante del rey de España.
El 12 de agosto el virrey decidió que no se obedecería a ninguna junta peninsular, con excepción de que fuera creada por Fernando VII, lo cual resultaba imposible dado que estaba prisionero, indicando con su declaración que se desvinculaba de la autoridad española. Por otro lado Melchor de Talamantes, sacerdote peruano y líder intelectual del partido criollo, realizó un proyecto para establecer un procedimiento para convocar al Congreso Nacional de la Nueva España, incluso planteó la posibilidad de que Iturrigaray podría ser el primer rey de la Nueva España independiente.
Estos eventos dejaron clara la división social novohispana; por un lado los españoles peninsulares que creían que los miembros del Ayuntamiento buscaban la independencia y por el otro los criollos que pensaban que la Audiencia deseaba mantener la sujeción a España, aunque estuviera sometida a Francia.

## El golpe y la deposición del virrey

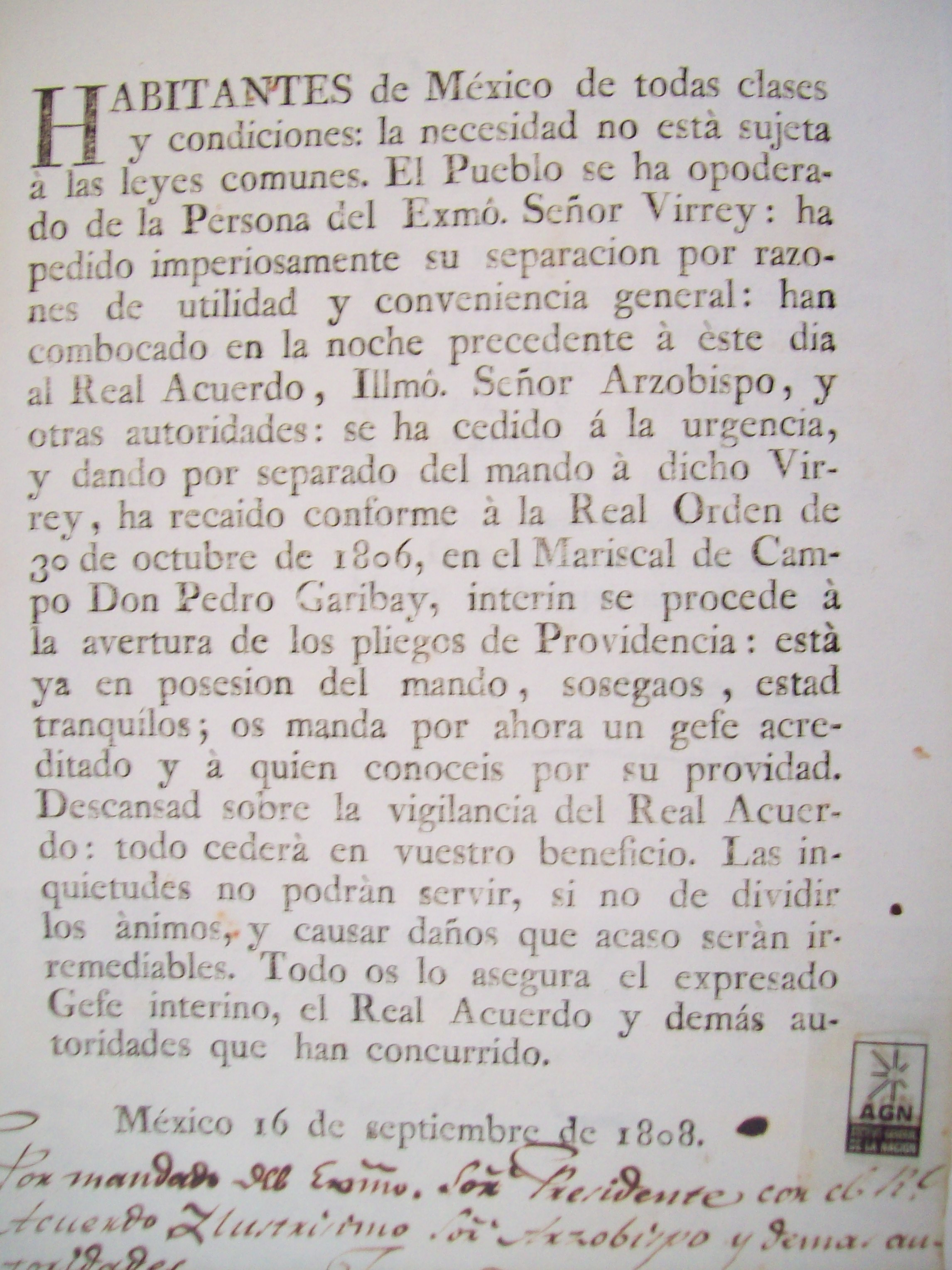
Bando del 16 de septiembre de 1808, en el cual se anuncia a la población de Nueva España la deposición del virrey Iturrigaray y el nombramiento de Pedro Garibay como sustituto.

Los españoles peninsulares en México estaban convencidos de que la planeada reunión de un congreso convocada por el virrey tenía como fin la Independencia. Con el fin de tomar acciones para evitarlo, un grupo formado por Santiago Echeverría y José Martínez Barenque, entre otros, acudieron a buscar el apoyo de Yermo, quien había mostrado iniciativa de apoyar la causa de Fernando VII y que entonces fungía como el encargado del abasto cárnico de la Ciudad de México y era uno de los principales productores azucareros y comerciantes más acaudalados de la élite virreinal.
La noche del 15 de septiembre, el partido español con Yermo a la cabeza y apoyado por 300 hombres que pertenecían al gremio de comerciantes y al batallón de tocineros entraron a palacio contando con la complicidad de la guardia, hicieron prisionero a Iturrigaray y lo enviaron a la Inquisición junto a sus dos hijos mayores y el alcalde de la corte Juan Collado. Mientras tanto, los oidores, el arzobispo y otras autoridades, reunidos en la sala de acuerdos, declararon al virrey separado de su cargo y nombraron en su lugar al mariscal de campo Pedro Garibay. También fueron detenidos Francisco Primo de Verdad, Juan Francisco Azcárate y Lezama, José Antonio Cristo y fray Melchor de Talamantes. Primo de Verdad y Talamantes murieron en prisión.
Entre los participantes del golpe de Estado, se conformó un cuerpo de voluntarios de Fernando VII encabezado por Yermo, el cual fue señalado de haber cometido robos en el palacio durante el apresamiento de Iturrigaray.
Según Martín Quirarte: «[...] el atrevido golpe de Gabriel J. de Yermo produjo en la población novohispana una enseñanza: se vio cuán fácil era derribar un gobierno establecido».
Al estallar posteriormente la guerra de independencia de México, Yermo convirtió su hacienda de Temixco en una fortaleza y almacén de armas realista. Fue cónsul del Consulado de comercio de México de 1809 a 1810. Murió en la Ciudad de México en 1813.

## Posterior al golpe de Estado
Una vez que Iturrigaray fue depuesto como virrey, Gabriel de Yermo fue visto como una potencial amenaza para los virreyes Pedro Garibay y Francisco Lizana, quienes aumentaron el número de guardias a su servicio, al tiempo que tanto Yermo como sus allegados comenzaron a recibir amenazas por parte de los partidarios criollos.
Económicamente, mantuvo su liderazgo en el rubro azucarero y se alejó de la producción cárnica luego de 1808, ya que tanto él como otros comerciantes experimentaron una reducción en su negocio debido a plagas que azotaron al ganado bovino y caprino entre 1808 y 1817. De hecho, la última vez que volvió a participar en la subasta para abastecer de carne a la Ciudad de México fue entre 1811 y 1812, año en el que satisfizo aproximadamente el 50% de la demanda capitalina con reses muertas (práctica hasta entonces prohibida por las autoridades y cuya autorización fue provocada debido al desabasto ocasionado por la guerra de independencia y al endeudamiento del Ayuntamiento de México).
Desde 1808, Yermo extendió diversos préstamos y realizó diferentes donaciones a la Corona para combatir a los invasores franceses. Luego, hacia 1810, estas donaciones las dirigió entonces para aportar contra la causa insurgente encabezada por Hidalgo.
Como consecuencia del levantamiento insurgente en septiembre de 1810, Yermo creó un escuadrón montado privado que fue conocido como "los lanceros" o "los negros de Yermo", conformado por 500 lanceros a caballo que habían sido reclutados entre los trabajadores de sus haciendas y de las pertenecientes a sus parientes. Este cuerpo de caballería le fue ofrecido al virrey Venegas para defender a la Ciudad de México y mantener el buen orden. Inicialmente, de éstos 500 jinetes, 279 fueron enviados como guardia del santuario de la Piedad (en la garita sur de la antigua Ciudad de México), 50 a Chilpancingo y 171 fungieron como patrullas entre Chalco e Izúcar de Matamoros. En octubre de ese mismo año, cuando las tropas insurgentes avanzaron hacia la Ciudad de México y los realistas salieron a su encuentro, Yermo solicitó al virrey permiso de enviar a 279 lanceros como refuerzos de los realistas.
El 30 de octubre, los lanceros participaron en la batalla del Monte de las Cruces y luego cumplieron diferentes misiones; primero fueron enviados a Cuernavaca, luego a patrullar las inmediaciones de las haciendas de Yermo y finalmente como escoltas de convoyes realistas en el sitio de Cuautla entre febrero y mayo de 1812.
El 7 de septiembre de 1813, Gabriel de Yermo murió de pulmonía en su domicilio de la Ciudad de México. Fue sepultado en el atrio del templo de San Francisco, precisamente en la capilla de Nuestra Señora de Aránzazu.